# 워런 지번
워런 윌리엄 지번(Warren William Zevon, 1947년 1월 24일 – 2003년 9월 7일)은 미국의 록 가수이자 송라이터였다. 그의 가장 유명한 작곡은 "Werewolves of London", "Lawyers, Guns and Money", "Roland the Headless Thompson Gunner"를 포함한다. 이 세 곡은 모두 그의 세 번째 음반인 Excitable Boy (1978)에 수록되었으며, 음반의 타이틀 곡도 잘 알려져 있다. 그는 또한 "Poor Poor Pitiful Me", "Mohammed's Radio", "Carmelita", "Hasten Down the Wind"를 포함하여 다른 아티스트들이 녹음한 주요 히트곡들을 작곡했다. 뉴욕 타임스에 따르면, "지번은 펄프 픽션적 상상력을 가지고 있었고", 이는 "4분 안에 전체 시나리오를 스케치할 수 있고 종종 죽음을 핵심으로 삼는 간결하고 액션이 가득하며 음울한 유머가 있는 이야기들을 만들어냈다. 그러나 'Mutineer', 'Accidentally Like a Martyr', 'Hasten Down the Wind'와 같은 지번의 발라드에는 취약성과 갈망도 있었다."
지번은 세션 음악가, 징글 작곡가, 송라이터, 투어 음악가, 음악 코디네이터, 밴드리더로서 초기 음악 산업에서 성공을 거두었다. 그러나 1976년 음반 Hasten Down the Wind에서 린다 론스태트가 그의 음악을 연주할 때까지 솔로 경력으로 성공하는 데 어려움을 겪었다. 이는 25년간 지속된 컬트적 팬덤을 시작했으며, 지번은 2003년 중피종으로 사망할 때까지 음반과 싱글 차트에 가끔 다시 등장했다. 1990년 음반 발매를 위해 R.E.M.의 멤버들과 함께 블루스 록 그룹 힌두 러브 갓즈를 결성하여 잠시 새로운 청중을 찾았지만, 투어는 이어지지 않았다. 2025년, 지번은 로큰롤 명예의 전당 음악적 영향력상 부문에 헌액될 예정이다.
건조한 재치와 신랄한 가사로 유명한 그는 데이비드 레터먼과 함께하는 레이트 나이트와 레이트 쇼 위드 데이비드 레터먼의 단골 게스트였다. 지번의 마지막 출연에서 레터먼은 그에게 삶과 죽음의 문제에 대해 배운 것이 있는지 물었다. 지번은 "모든 샌드위치를 얼마나 즐겨야 하는지"를 배웠다고 말했다.

## 어린 시절
지번은 시카고에서 베벌리 코프(시먼스)와 윌리엄 지번의 아들로 태어났다. 그의 아버지는 우크라이나 출신의 유대인 이민자였으며, 원래 성은 지보토프스키였다. 윌리엄 지번은 악명 높은 로스앤젤레스 마피아 미키 코언을 위해 대량 베팅과 주사위 게임을 처리하는 불법 도박업자로 일했다. 그는 코언 갱단에서 몇 년 동안 일했으며, 그곳에서 스텀피 지번(Stumpy Zevon)으로 알려졌고, 코언의 첫 번째 결혼식에서 들러리를 섰다. 워런의 어머니는 말일성도 예수 그리스도 교회 가족 출신으로 영국계였다. 그들은 나중에 프레즈노로 이사했고, 13세 때 지번은 이고르 스트라빈스키의 집을 가끔 방문하여 로버트 크래프트와 함께 현대 클래식 음악을 잠시 공부했다. 지번의 부모는 그가 16세일 때 이혼했다. 그는 곧 고등학교를 그만두고, 윌리엄이 카드 게임에서 딴 스포츠카를 몰고 로스앤젤레스에서 뉴욕 시로 이사하여 포크 가수가 되었다.

## 경력

### 초기 활동
지번은 일찍이 음악 경력을 시작하여 고등학교 친구 바이올렛 산탄젤로와 함께 lyme & cybelle이라는 음악 듀오를 결성했다(소문자 사용은 의도적인 스타일링이었다). 본스 하우는 그들의 첫 싱글이자 지번과 산탄젤로가 작곡한 소소한 히트곡 "Follow Me"를 프로듀싱했으며, 이 곡은 1966년 4월 빌보드 빌보드 핫 100 팝 차트에서 65위에 올랐다. 후속 싱글인 밥 딜런의 "If You Gotta Go, Go Now" 커버곡은 실패했고, 지번은 듀오를 떠났다. 지번이 참여하지 않은 세 번째 싱글과 그가 참여했지만 이전에 발매되지 않은 다른 세션은 2003년 컴필레이션 음반 The First Sessions에 포함되었다.
지번은 세션 음악가와 징글 작곡가로 활동했다. 그는 자신의 화이트 웨일 레이블 동료였던 터틀스를 위해 여러 곡("Like the Seasons"와 "Outside Chance")을 작곡했지만, 그의 녹음 참여 여부는 알려지지 않았다. 또 다른 초기 지번 작곡인 "She Quit Me"는 영화 미드나잇 카우보이 (1969)의 사운드트랙에 포함되었는데, 영화의 장면에 맞게 레슬리 밀러에 의해 "He Quit Me"로 다시 녹음되었다.
지번의 데뷔 솔로 음반인 Wanted Dead or Alive (1970)는 1960년대 컬트 인물 킴 파울리가 주도했지만 거의 주목받지 못했고 잘 팔리지 않았다. 지번은 솔로 아티스트로서 가끔 라이브 공연을 계속했지만, 그의 다음 몇 년간의 경력은 다른 음악가들과의 세션 작업이 지배적이었다.
1970년대 초, 지번은 키보드 연주자, 밴드리더, 음악 코디네이터로서 에벌리 브라더스와 정기적으로 투어했다. 그 후 십 년 동안, 그는 해체 후 솔로 경력을 시작하려고 노력하면서 돈 에벌리와 필 에벌리와 개별적으로 투어했다. 그는 특히 필과 긴밀히 협력하여 그의 솔로 음반 Star Spangled Springer (1973)와 Mystic Line (1975)의 편곡 및 키보드를 연주하고 Phil's Diner (1974)와 Mystic Line의 트랙들을 공동 작곡했다. 지번의 노래 "Carmelita"는 또한 캐나다 가수 머레이 매클라클런이 그의 1972년 자신이 이름을 딴 음반에 녹음했다.
이러한 작은 성공들은 재정적으로 특히 보람이 없었고, 지번의 경력에 대한 불만(그리고 자금 부족)으로 인해 그는 1975년 여름 잠시 스페인으로 이주했다. 그는 용병 데이비드 린델이 소유한 바르셀로나 근처 시제스의 작은 선술집 더블리너 바에서 살며 연주했다. 그들은 함께 "Roland the Headless Thompson Gunner"를 작곡했다.

### L.A.로의 귀환 및 메이저 레이블 데뷔

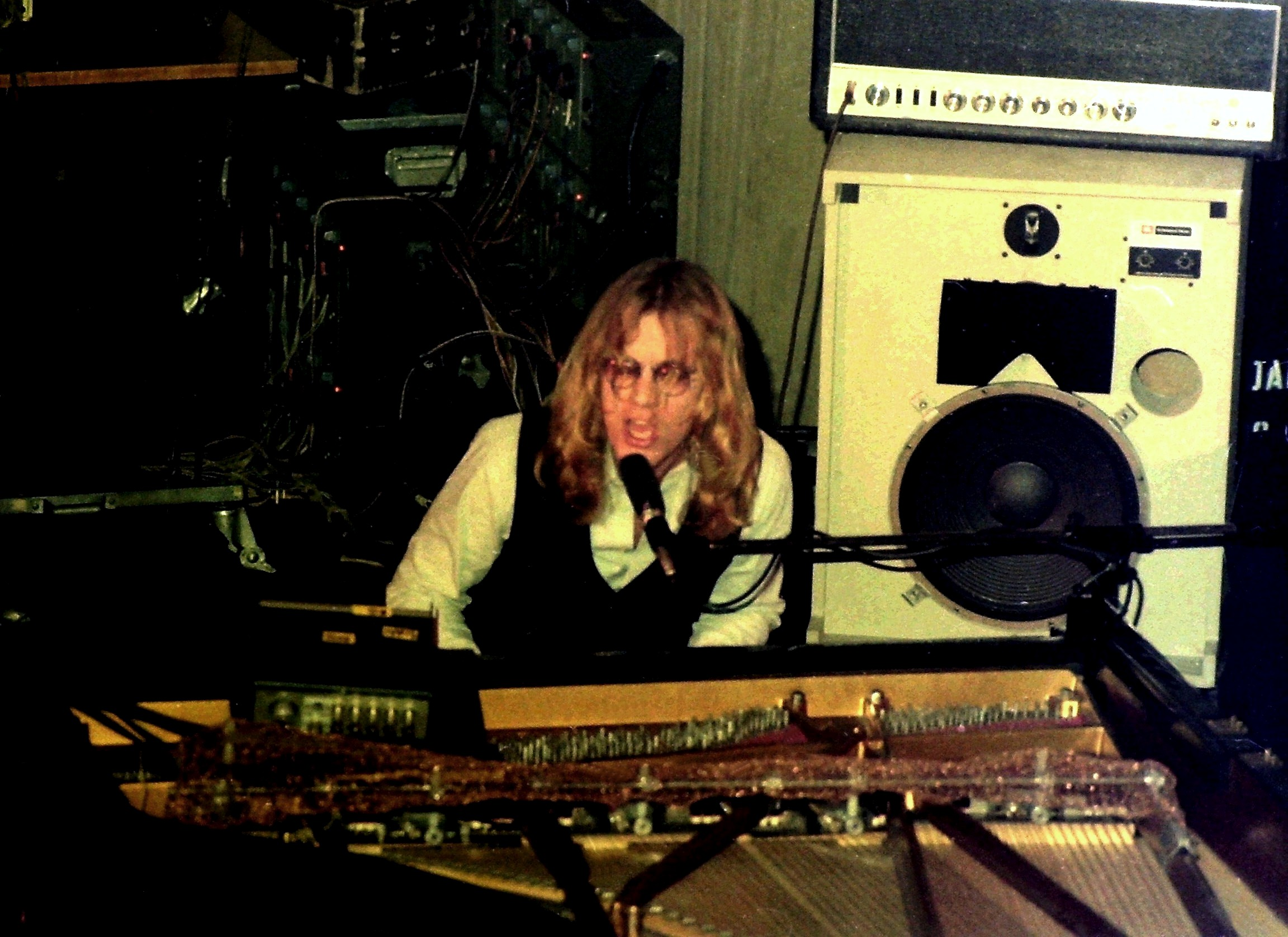
1976년 하이델베르크에서 잭슨 브라운의 오프닝 공연을 하는 지번. 그는 솔로 투어를 했다.

1975년 9월까지 지번은 로스앤젤레스로 돌아와 플리트우드 맥의 스티비 닉스와 린지 버킹엄과 함께 방을 썼다. 그곳에서 그는 1976년 지번의 동명 메이저 레이블 데뷔작을 프로듀싱하고 홍보한 잭슨 브라운과 협력했다. 음반에 기여한 아티스트로는 닉스, 버킹엄, 믹 플리트우드, 존 맥비, 이글스 멤버들, 칼 윌슨, 린다 론스태트, 보니 레잇이 있다. 론스태트는 "Hasten Down the Wind", "Carmelita", "Poor Poor Pitiful Me", "Mohammed's Radio" 등 그의 많은 노래들을 녹음했다. 1977년 지번의 첫 투어는 잭슨 브라운 콘서트 중간에 게스트 출연을 포함했는데, 이 중 하나는 The Offender Meets the Pretender라는 제목으로 널리 유포된 네덜란드 라디오 프로그램의 부틀렉 녹음에 기록되어 있다.
브라운이 프로듀싱한 Warren Zevon (1976)은 미국에서 차트에 진입한 그의 첫 음반으로, 189위에 올랐다. 롤링 스톤 앨범 가이드 초판(1979)은 이를 "걸작"이라고 불렀다. 가이드의 최신판(2004)은 이를 지번의 "가장 완성된 작품"이라고 부른다. 대표적인 트랙으로는 마약 중독자의 애가인 "Carmelita", 에런 코플런드 스타일의 무법자 발라드 "Frank and Jesse James", L.A. 음악 사업의 삶과 욕망을 신랄하게 다룬 "The French Inhaler"(실제로는 그의 오랜 여자친구이자 아들 조던 지번의 어머니인 마릴린 리빙스턴에 대한 노래였다); 그리고 지번의 점증하는 알코올 중독을 기록한 "Desperados Under the Eaves"가 있다.

### 성공

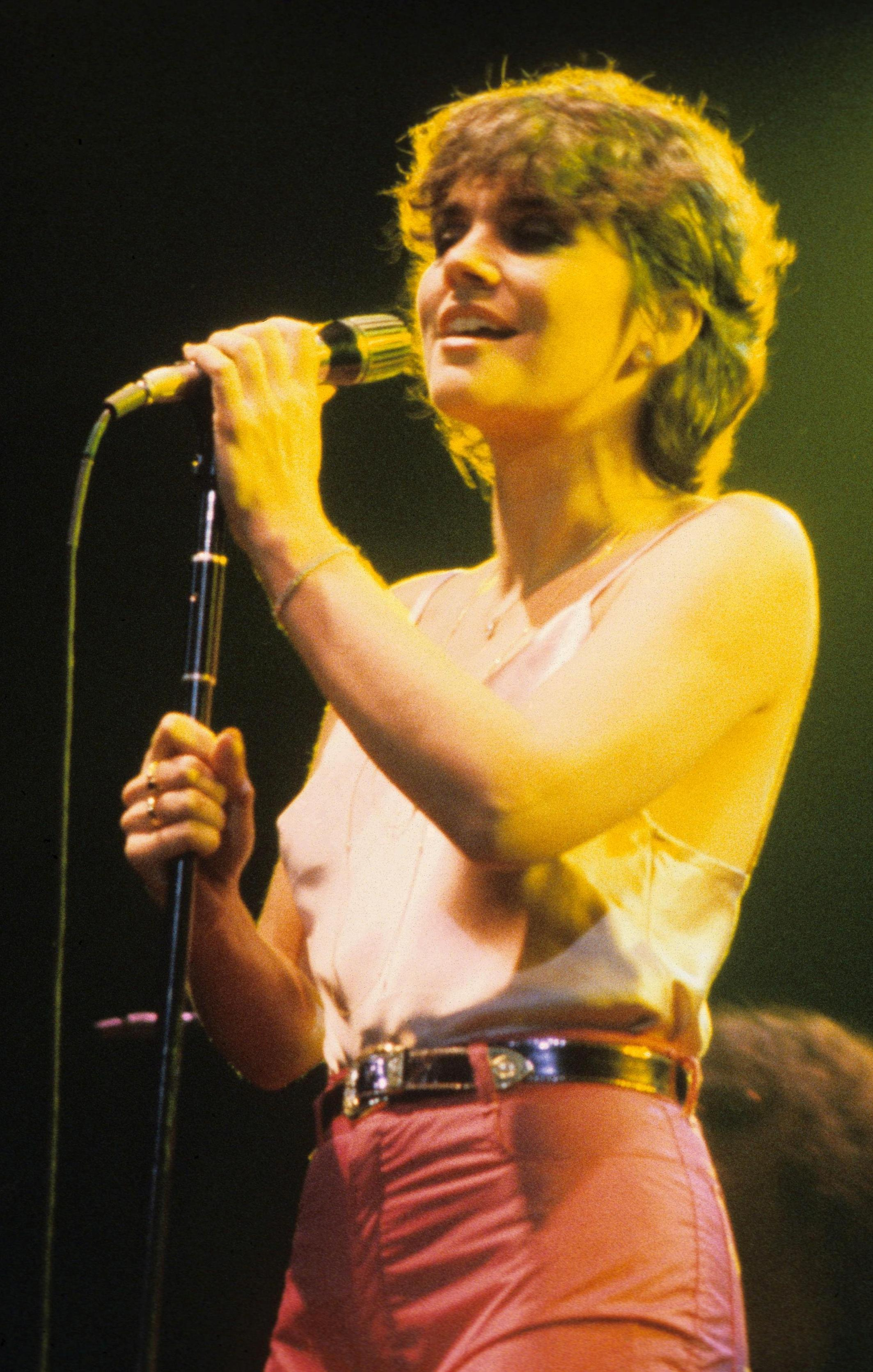
컨트리 록 음악가 린다 론스태트는 1970년대에 지번의 노래를 대중화하는 데 기여했다.

1978년, 지번은 Excitable Boy (잭슨 브라운과 기타리스트 와디 와치텔 프로듀싱)를 발매하여 비평적 찬사와 대중적 성공을 거두었다. 타이틀곡은 반사회성 인격장애를 가진 청소년의 살인적인 프롬 나이트에 대한 내용이며, 그의 전 고용주인 에벌리 브라더스가 유명하게 만든 노래 "Wake Up Little Susie"의 여주인공 "리틀 수지"를 언급한다. "Roland the Headless Thompson Gunner"와 "Lawyers, Guns and Money"와 같은 다른 곡들은 무표정한 유머를 사용하여 지정학적 부제를 냉혹한 서사와 결합했다. 맥비, 플리트우드, 그리고 지번의 특징적인 섬뜩한 유머가 담긴 싱글 "Werewolves of London"은 차트에서 21위에 올랐다.
데이브 마쉬는 지번을 "남부 캘리포니아 출신의 가장 강렬한 로커 중 한 명"이라고 불렀다.:427 롤링 스톤 음반 리뷰 편집자 폴 넬슨은 이 음반을 "1970년대의 가장 중요한 발매작 중 하나"라고 불렀고, 지번을 잭슨 브라운, 닐 영, 브루스 스프링스틴과 함께 그 십 년 동안 등장한 가장 중요한 네 명의 신인 아티스트로 꼽았다. 1980년 5월 11일, 지번과 윌리 나일은 킹 비스킷 플라워 아워에 출연했다.
지번은 Excitable Boy에 이어 Bad Luck Streak in Dancing School (1980)을 발매했다. 이 음반은 지번의 문학적 영웅 중 한 명인 탐정 소설가 로스 맥도날드라는 필명으로 더 잘 알려진 켄 밀러에게 헌정되었다. 밀러와 지번은 넬슨이 조직한 개입에서 처음 만났으며, 이는 지번이 일시적으로 중독을 억제하는 데 도움이 되었다. 어니 케이-도의 리듬 앤 블루스 음반 커버곡인 싱글 "A Certain Girl"이 빌보드 핫 100 싱글 차트에서 57위에 오르며 소소한 히트를 기록했지만, 음반은 빠르게 팔렸음에도 불구하고 고르지 못했으며, 상업적이고 비평적인 일관성보다는 하락세를 보였다. 여기에는 "Jeannie Needs a Shooter"에서 스프링스틴과의 협업이 포함되었다. 발라드 "Empty-Handed Heart"(린다 론스태트가 부른 대선율을 특징으로 함)는 지번이 딸 아리엘의 어머니인 아내 크리스탈과 이혼한 것에 대한 내용이다. (지번은 아들 조던 지번의 어머니인 마릴린 "툴" 리빙스턴과 오랜 관계를 맺었지만, 그들은 결혼하지 않았다.) 1980년 후반, 그는 로스앤젤레스의 The Roxy Theatre에서 5일 밤 동안 녹음되었고 마틴 스코세이지에게 헌정된 라이브 음반 Stand in the Fire를 발매했다.

### 개인적 위기 및 첫 컴백
지번의 1982년 발매작 The Envoy는 Excitable Boy의 높은 수준으로 돌아왔지만 상업적인 성공을 거두지는 못했다. 여기에는 "Ain't That Pretty at All", "Charlie's Medicine", 그리고 엘비스 프레슬리의 죽음에 대한 지번의 두 가지 음악적 반응 중 첫 번째인 "Jesus Mentioned"와 같은 곡들이 포함된 절충적이지만 특징적인 세트였다. 이 음반에는 존경받는 소설가와의 지번의 첫 번째 공동 작업인 토마스 맥게인과 공동 작곡한 "The Overdraft"도 포함되어 있다. 타이틀곡은 1980년대 초 중동 주재 미국 특사였던 필립 하비브에게 헌정되었다. 지번은 이 노래가 발매된 후 하비브가 그에게 "미국 국무부 서류에 담긴 아주 좋은 감사 편지"를 보냈다고 말했다.
1983년, 최근 이혼한 지번은 필라델피아 디스크 자키 아니타 제빈슨과 약혼하고 동부 해안으로 이주했다. The Envoy가 비평가들로부터 좋지 않은 평가를 받자 어사일럼 레코드는 지번과의 사업 관계를 종료했는데, 이는 판매 부진을 이유로 들었다. 지번은 롤링 스톤의 "Random Notes" 칼럼에서 이를 읽고 나서야 알게 되었다. 이러한 경력상의 차질 이후, 그는 다시 마약과 알코올 남용에 빠졌다. 1984년, 그는 미네소타의 재활 클리닉에 자발적으로 입원했다. 제빈슨과의 관계는 그 직후 끝났다. 지번은 몇 년 동안 음악 사업에서 물러났고, 라이브 솔로 공연만 했다. 이 기간 동안 그는 심각한 알코올 및 마약 중독을 마침내 극복했다.
R.E.M.의 빌 베리, 피터 벅, 마이크 밀스는 지번이 1987년 버진 레코드와 계약하고 음반 Sentimental Hygiene을 녹음하면서 다시 모습을 드러냈을 때 그의 다음 스튜디오 밴드의 핵심이었다. Excitable Boy 이후 최고라는 찬사를 받은 이 음반은 더 묵직한 록 사운드와 "Detox Mansion", "Bad Karma"(마이클 스타이프가 백 보컬을 맡음), "Reconsider Me"와 같은 긴장감 있고 종종 유머러스한 곡들을 특징으로 했다. 닐 영, 밥 딜런, 플리, 브라이언 세처, 조지 클린턴뿐만 아니라 베리, 벅, 밀스의 기여도 포함되었다. 지번의 오랜 협력자인 호르헤 칼데론과 와디 와치텔도 함께했다.
Sentimental Hygiene 세션의 마지막 날, 지번은 또한 베리, 벅, 밀스, 그리고 백 보컬리스트 브라이언 쿡과 함께 밤새도록 잼 세션에 참여하여 보 디들리, 머디 워터스, 로버트 존슨, 프린스와 같은 아티스트들의 록 및 블루스 곡들을 연주했다. 비록 이 세션들이 처음에는 발매를 위한 것이 아니었지만, 결국 힌두 러브 갓즈의 유일한 음반으로 발매되었다. 이 그룹은 이전에 1986년 IRS Records를 통해 차트 진입에 실패한 싱글 "Gonna Have a Good Time Tonight"/"Narrator"를 발매한 바 있다.
Sentimental Hygiene의 즉각적인 후속작은 1989년의 Transverse City로, 사이버펑크 SF 작가 윌리엄 깁슨의 작품에 대한 지번의 관심에서 영감을 받은 미래 지향적인 콘셉트 음반이었다. 여기에는 리틀 피트 드러머 리치 헤이워드, 제퍼슨 에어플레인과 핫 투나 베이시스트 잭 카사디, 유명한 재즈 키보디스트 칙 코리아, 그리고 와치텔, 데이비드 린들리, 제리 가르시아, 조르마 카우코넨, 데이비드 길모어, 닐 영을 포함한 다양한 기타리스트들이 참여했다. 주요 트랙으로는 타이틀곡, "Splendid Isolation", "Run Straight Down"(지번이 공장에서 노래하고 길모어가 기타 솔로를 연주하는 홍보 비디오가 있었다), 그리고 "They Moved the Moon"(지번의 더 으스스한 발라드 중 하나)이 있다.

### 후기 활동 및 두 번째 컴백
Transverse City는 상업적으로 실패했고, 음반 발매 직후 지번은 버진 레코드에서 계약 해지되었다. 그러나 그는 거의 즉시 어빙 아조프의 새로운 레이블인 자이언트 레코드와 계약했다. 새로운 유통사와 지번의 계약에 따른 첫 발매는 Sentimental Hygiene 세션 중에 녹음된 음반 Hindu Love Gods였다. 이 음반에는 프린스의 "Raspberry Beret" 커버곡이 포함되었는데, 이 곡은 미국에서 모던 록 히트곡 23위에 올랐다.
1991년, 다시 솔로 아티스트가 된 지번은 Mr. Bad Example을 발매했다. 이 음반에는 소소한 팝 히트곡 "Searching for a Heart"와 록커 "Things to Do in Denver When You're Dead"가 수록되었는데, 이 곡은 나중에 게리 플레더의 동명 영화의 제목으로 사용되었다. 지번의 곡 제목을 무단 사용한 것에 대한 약간의 논쟁 끝에, 지번의 트랙은 영화의 엔딩 크레딧에 삽입되는 것으로 허가되었다. 지번은 또한 정기적인 협력자 데이비드 린들리와 함께 그레이트풀 데드 헌정 음반 Deadicated의 곡 "Casey Jones"에서 리드 보컬을 맡았다.
지번은 이 기간 동안 미국(더 오즈와 함께), 유럽, 호주, 뉴질랜드를 투어했다. 그의 줄어든 재정 상황 때문에 그의 공연은 종종 피아노와 기타의 최소한의 반주가 있는 진정한 솔로 공연이었다. 라이브 음반 Learning to Flinch (1993)는 그러한 투어를 기록한다. 지번은 그의 오랜 친구 헌터 S. 톰슨을 방문할 기회를 얻기 위해 종종 콜로라도주에서 연주했다.
평생 하드보일드 소설의 팬이었던 지번은 이 시기에 그의 작곡에 협력한 톰슨, 칼 하이어센, 미치 앨봄을 포함한 몇몇 유명 작가들과 친분이 있었다. 지번은 또한 책 박람회 및 기타 행사에서 록앤롤 스탠더드를 공연하는 작가들의 임시 록 음악 그룹 록 바텀 리메인더스의 음악 코디네이터이자 가끔 기타리스트로 활동했다. 이 그룹에는 스티븐 킹, 데이브 배리, 맷 그레이닝, 에이미 탄을 포함한 인기 작가들이 있었으며, 지번 사망 이후 매년 한 번의 자선 콘서트를 계속 공연하고 있다. 지번은 Stranger Than Fiction (1998)에 참여하여 라이너 노트를 작성했는데, 이 음반은 Wrockers에게 귀속된 2CD 세트로, 많은 리메인더스 작가들과 노먼 메일러, 마야 앤절로와 같은 저명인사들의 록 커버곡과 오리지널 곡들을 포함한다.
지번은 NBC 시리즈 Route 66 (1993)의 단명한 리바이벌 음악을 총괄했으며, 해당 쇼의 메인 타이틀 테마인 "If You Won't Leave Me I'll Find Somebody Who Will"을 기여했다. 그의 음악은 1994년 윌리엄 샤트너의 4부작 TekWar 영화에도 사용되었다. 지번은 오프닝 크레딧에 "테마 음악 작곡가"로 등재되어 있다. 그의 노래 "Real or Not"은 쇼의 엔딩 크레딧 테마 곡으로 사용되었다. 이 곡은 지번의 2CD 세트인 I'll Sleep When I'm Dead (An Anthology)에 수록되었다. 동봉된 소책자에서 지번은 "이 곡은 윌리엄 샤트너의 소설을 바탕으로 한 TV 영화를 위해 썼다. 그는 캡틴 커크였으니 안심해도 된다. 그는 내 집으로 전화해서 진행 중인 곡을 듣고 싶어 했고, '기타 더 필요해요! 더 강력한 기타요!'라고 말했다. 멋졌다. 이 트랙은 내가 몰래 좋아하는 지저분한 영국 테크노 레코드에 대한 나의 애정을 반영했다."라고 썼다.
1982년부터 2001년 사이에 지번은 데이비드 레터먼과 함께하는 레이트 나이트와 나중에 레이트 쇼 위드 데이비드 레터먼에서 폴 섀퍼의 밴드리더 역할을 가끔 대신했다.
1995년, 지번은 자신이 프로듀싱한 Mutineer를 발매했다. 타이틀곡은 2002년 가을 미국 투어에서 밥 딜런이 자주 커버했다. 지번이 컬트 아티스트 주디 실의 "Jesus Was a Crossmaker"를 커버한 것은 십 년 후 그녀의 작품이 더 널리 재발견되기 전이었다. 그러나 이 음반은 자이언트 레이블의 홍보 부족 때문에 지번 경력 중 최악의 판매를 기록했다. Rhino Records는 1996년 지번의 "베스트 오브" 컴필레이션 음반인 I'll Sleep When I'm Dead를 발매했다. 지번은 또한 1993년 HBO의 래리 샌더스 쇼에 출연하여 Learning to Flinch를 홍보하는 자신을 연기했다. 지번은 1999년 Suddenly Susan의 두 에피소드에서 가수이자 배우인 릭 스프링필드와 함께 자신을 연기했다.

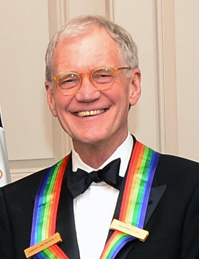
코미디언이자 TV 진행자 데이비드 레터먼은 지번에게 "내 음악이 가졌던 최고의 친구"로 평가받았다.

또 다른 5년의 공백기 후, 지번은 업계 베테랑 대니 골드버그의 아르테미스 레코드와 계약했고, 다시 2000년 필멸을 주제로 한 음반 Life'll Kill Ya로 재기했다. 이 음반에는 찬송가 같은 "Don't Let Us Get Sick"와 스티브 윈우드의 1980년대 히트곡 "Back in the High Life Again"의 엄숙한 버전이 포함되어 있다. 음반 판매량이 활발하고 음악 평론가들이 Excitable Boy 이후 지번에게 최고의 평을 주면서, Life'll Kill Ya는 그의 두 번째 컴백으로 여겨진다. 그는 이어서 음반 My Ride's Here (2002)를 발매했는데, 여기에는 다가올 일들의 불길한 예감이 담겨 있었다. 이 음반에는 미치 앨봄과 공동 작곡하고 섀퍼, 레이트 나이트 밴드, 그리고 레터먼의 구어체 보컬이 참여한 "Hit Somebody! (The Hockey Song)"와 퓰리처상 수상 시인 폴 멀둔과 함께 쓴 발라드 "Genius"가 포함되어 있다.
이 무렵, 그와 배우 빌리 밥 손턴은 강박증에 대한 공통된 경험과 같은 아파트 건물에 살고 있다는 사실로 인해 가까운 친구 관계를 형성했다. 지번은 손턴이 우편물을 우편함에서 넣고 빼는 것을 보고 "아, 당신도 그거 있어요?"라고 말했다. 지번은 드와이트 요아캄의 영화 South of Heaven, West of Hell (2000)에서 손턴과 함께 출연했다.

### 암과 더 윈드
인터뷰에서 지번은 평생 의사에 대한 공포증이 있었고 거의 의사를 찾지 않았다고 말했다. 그는 운동을 시작했고, 몸매는 탄탄해 보였다. 2002년 에드먼턴 포크 뮤직 페스티벌에서 공연하기 직전, 그는 현기증을 느끼기 시작했고 만성 기침이 생겼다. 고통과 숨가쁨에 시달린 후, 지번은 치과의사의 권유로 의사를 찾았고, 흉막 중피종 진단을 받았다. 이는 (일반적으로 석면 노출로 인해 발생하는) 폐와 흉막을 둘러싼 얇은 막에 영향을 미치는 암이었다. 지번은 그 소식에 깊이 충격을 받았고 17년 동안 금주를 한 후에 다시 술을 마시기 시작했다.
지번은 자신이 어디에서 석면에 노출되었는지 밝히지 않았지만, 그의 아들 조던은 지번이 어린 시절 아버지가 운영하는 애리조나의 카펫 가게 다락방에서 놀았을 때 노출되었을 수 있다고 추측한다. 그를 무력하게 만들 수 있다고 생각되는 치료를 거부하고, 지번은 대신 그의 마지막 앨범인 The Wind를 녹음하기 시작했는데, 이 앨범에는 스프링스틴, 브라운, 린들리, 손턴, 요아캄, 티머시 B. 슈미트, 돈 헨리, 조 월시, 에밀루 해리스, 톰 페티를 포함한 친한 친구들의 연주가 담겨 있다. VH1의 요청에 따라 다큐멘터리 제작자 닉 리드는 세션에 접근할 수 있게 되었고 TV 영화 Inside Out: Warren Zevon을 만들었다.

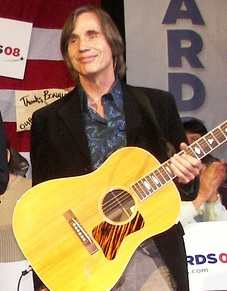
친구 잭슨 브라운은 지번의 마지막 앨범을 위해 지번과 다시 뭉쳤다.

2002년 10월 30일, 지번은 레이트 쇼 위드 데이비드 레터먼의 한 에피소드에 단독으로 출연했다. 밴드는 그의 소개 곡으로 "I'll Sleep When I'm Dead"를 연주했다. 지번은 여러 곡을 연주하고 자신의 병에 대해 길게 이야기했다. 그는 "20년 동안 의사를 찾아가지 않은 것이 전술적 오류였을지도 모른다"고 언급했다. 이 방송에서 레터먼이 삶과 죽음에 대해 더 많이 알게 된 것이 있는지 묻자, 그는 "모든 샌드위치를 즐겨야 한다"는 자신의 자주 인용되는 통찰을 처음으로 제시했다. 그는 또한 레터먼에게 수년간의 지원에 감사하며 그를 "내 음악이 가졌던 최고의 친구"라고 불렀다. 그날 밤의 마지막 곡이자 그의 마지막 공개 공연을 위해 지번은 레터먼의 요청으로 "Roland the Headless Thompson Gunner"를 연주했다. 쇼가 끝난 후 대기실에서 지번은 레터먼에게 항상 쇼에서 사용하던 기타를 주면서 단 한 가지 요청을 했다: "이거 받아주세요. 잘 보관해 주세요."

## 사망과 유산
지번은 2003년 9월 7일 중피종으로 로스앤젤레스 자택에서 56세의 나이로 사망했다. 그의 시신은 화장되었고, 그의 유골은 로스앤젤레스 근처 태평양에 뿌려졌다.
지번의 친구 스티븐 킹은 "그의 음반은 이야기와 훌륭한 이미지로 가득 차 있다"고 말한다. 킹은 자신의 소설 닥터 슬립을 지번에게 헌정했다. 칼 하이어센은 지번과 헌터 S. 톰슨의 우정을 회상하며 "워런은 톰슨과 가까웠고, 그들의 작품은 특정한 뒤틀린 에너지를 공유했다. 하지만 워런은 자신만의 작가였고, 헌터보다 훨씬 더 규율이 있었다. 워런은 꼼꼼했다. 심지어 젊고 마약에 취해 있을 때도 가사에 대해 고뇌했다." 브루스 스프링스틴은 지번이 "진정한 의미를 가지고 있으면서도 재미있는 것을 썼다. 나는 항상 그의 능력과 재능의 그 부분을 부러워했다"고 말한다. 데이비드 크로스비는 "그는 나의 가장 좋아하는 송라이터 중 한 명이었고 여전히 그렇다. 그는 비뚤어진 시선으로 사물을 보면서도 인간적인 면모를 포착했다"고 말한다. 폴 멀둔은 지번의 마지막 음반에서 그와 협력했으며, 자신의 시 "Sillyhow Stride"로 그에게 경의를 표했다.
지번은 자신의 마지막 녹음으로 사람들에게 "이것은 좋은 거래였다: 삶"이라는 것을 상기시키고 싶었다고 말했다.

## 사후 발매 및 수상
Enjoy Every Sandwich: The Songs of Warren Zevon이라는 헌정 음반이 2004년 10월 19일 발매되었다. 지번의 아들 조던 지번은 이 음반의 총괄 프로듀서였으며, 그의 아버지가 이전에 미완성으로 남겨둔 작곡인 "Studebaker"를 연주했다. 두 번째 헌정 음반인 Hurry Home Early: The Songs of Warren Zevon("hurry home early"는 음반 Sentimental Hygiene의 "Boom Boom Mancini"라는 곡에서 따온 말)은 2005년 7월 8일 Wampus Multimedia에 의해 발매되었다.
2006년 2월 14일, VH1 클래식은 새로운 컴필레이션 음반인 Reconsider Me: The Love Songs의 뮤직 비디오를 공개했다. "She's Too Good for Me"라는 제목의 이 비디오는 하루 종일 매 시간마다 방영되었다.
Stand in the Fire와 The Envoy 음반의 재발매는 2007년 3월 27일 Rhino Records에 의해 이루어졌으며, Excitable Boy의 재발매와 함께 세 장의 CD에는 각각 네 곡의 미공개 보너스 트랙이 포함되었다. 주목할 만한 희귀곡으로는 Envoy 세션의 미수록곡인 "Word of Mouth"와 "The Risk", 그리고 현악 사중주와 함께 어쿠스틱 피아노로 연주된 Excitable Boy의 우울한 미수록곡 "Frozen Notes (Strings Version)"가 있다.
아말 레코드는 지번이 아르테미스에서 일하던 전 상사 대니 골드버그와 뉴 웨스트 레코드와의 파트너십으로 시작된 새로운 레이블이었다. 2007년 5월 1일, 아말은 Preludes: Rare and Unreleased Recordings를 발매했는데, 이는 126개의 1976년 이전 녹음에서 발췌된 지번 데모와 대체 버전의 두 장짜리 음반으로, 여행 가방에 보관되어 있었다. 이 음반에는 "Empty Hearted Town", "Going All the Way", "Steady Rain", "Stop Rainin' Lord", "The Rosarita Beach Cafe" 등 이전에 공개되지 않은 다섯 곡과 지번의 "Studebaker" 오리지널 데모가 포함되어 있다. 오스틴을 기반으로 한 라디오 진행자 조디 덴버그의 지번 인터뷰 발췌본이 컬렉션의 두 번째 디스크에 약 40분 분량의 음악과 섞여 있다.
The Wind는 2003년 12월 RIAA로부터 골드 인증을 받았고, 지번은 발라드 "Keep Me in Your Heart"로 올해의 노래를 포함하여 사후 5개의 그래미상 후보에 올랐다. The Wind는 두 개의 그래미상을 수상했으며, 음반 자체는 최우수 현대 포크 앨범상을, 브루스 스프링스틴과의 듀엣곡인 "Disorder in the House"는 최우수 듀오/그룹 록 퍼포먼스 보컬상을 수상했다. 이 사후 수상은 지번의 30여 년 경력 중 첫 그래미상이었다.

## 개인사
지번은 크리스탈과 결혼했으며, 그들의 딸 아리엘 지번은 1976년에 태어났다. 에이리얼 지번은 버몬트주에서 싱어송라이터이자 전 카페 주인이었다. 워런 지번과 마릴린 리빙스턴 딜로우는 1969년에 아들 조던 지번을 두었다. 조던 지번은 가수, 음악가, 송라이터이다.
그는 당시 주 상원 의원이었던 미국 하원 의원 스티브 코언과 친구였으며, 둘은 2000년 민주당 전당대회에 함께 참석했다.

## 전기 작품
전처 크리스탈 지번의 전기 I'll Sleep When I'm Dead: The Dirty Life and Times of Warren Zevon은 2007년 에코 북스에서 출판되었다. 이 책은 주로 지번의 친구, 친척, 동료들과의 인터뷰, 그리고 그의 일기 발췌록으로 구성된 구술 역사이다.
2012년, 1978년부터 1983년까지 지번의 부관으로 일했던 사진작가 조지 그루엘은 지번의 사진집을 출간했다. Lawyers, Guns & Photos라는 제목의 이 책은 2020년에 확장되어 재발매되었다.
오번 대학교 교수 조지 플라스케테스는 2016년에 지번의 음악에 대한 비판적 연구서인 Warren Zevon, Desperado of Los Angeles를 썼다.
Nothing’s Bad Luck: The Lives of Warren Zevon은 C. M. 쿠신스가 2019년에 썼다.

## 음반 목록
정규 음반
- Wanted Dead or Alive (1970)
- Warren Zevon (1976)
- Excitable Boy (1978)
- Bad Luck Streak in Dancing School (1980)
- The Envoy (1982)
- Sentimental Hygiene (1987)
- Transverse City (1989)
- 힌두 러브 갓즈 (1990), R.E.M. 멤버들과 함께 (마이클 스타이프 제외)
- Mr. Bad Example (1991)
- Mutineer (1995)
- Life'll Kill Ya (2000)
- My Ride's Here (2002)
- The Wind (2003)

## 더 읽어보기
- Ellis, Iain (2008). 《Rebels Wit Attitude: Subversive Rock Humorists》. New York: Soft Skull/Counterpoint. ISBN 978-1-59376-206-3. OCLC 269435016.
- Kushins, C. M. (2019). 《Nothing's Bad Luck: The Lives of Warren Zevon》. New York: Da Capo Press. ISBN 9780306921483. OCLC 1145305038.